# 宮城利府掖済会病院
宮城利府掖済会病院（みやぎりふえきさいかいびょういん）は、公益社団法人日本海員掖済会が宮城県利府町に設置する病院。

## 沿革
（この節の出典）
1949年（昭和24年）10月に宮城県塩釜市尾島町の東北海運局内に塩釜診療所として発足。1953年（昭和28年）10月、診療所を発展的に解消して塩釜市千賀の浦に塩釜掖済会病院を開設した。　1956年（昭和31年）9月には金華山東方はるか沖合で、操業中マグロ漁船の重症船員の救助に、海上保安部と共に当院医師・看護師が出動し、これが我が国における最初の洋上診療となった。
1966年（昭和41年）5月、塩釜市新浜町に新築移転。塩釜掖済会病院老朽化が進んだため、1997年（平成9年）12月に利府町の支援・協力をうけ現在地に新築移転し宮城利府掖済会病院と改称した。

## 診療科
- 内科[2]
- 呼吸器科[2]
- 消化器科[2]
- 循環器科[2]
- 外科[2]
- 整形外科[2]
- 肛門科[2]
- 泌尿器科[2]
- リハビリテーション科[2]
- 放射線科[2]
- 漢方内科[2]

## 医療機関の指定・認定
（下表の出典）
| 保険医療機関 | 結核指定医療機関                                                               |
| 高齢者の医療の確保に関する法律（昭和57年法律第80ｂ号）第7条第1項に規定する医療保険各法及び同法に基づく療養等の給付の対象とならない医療並びに公費負担医療を行わない医療機関      | 難病の患者に対する医療等に関する法律（平成26年法律第50号）に基づく指定医療機関 |
| 労災保険指定医療機関 | 原子爆弾被害者一般疾病医療取扱医療機関                                         |
| 身体障害者福祉法指定医の配置されている医療機関 | 特定疾患治療研究事業委託医療機関                                               |
| 生活保護法指定医療機関(中国残留邦人等の円滑な帰国の促進並びに永住帰国した中国残留邦人等及び特定配偶者の自立の支援に関する法律（平成6年法律第30号）に基づく指定医療機関を含む。) | 無料低額診療事業実施医療機関                                                   |

- 救急告示病院（二次救急）[3]
- このほか、各種法令による指定・認定病院であるとともに、各学会の認定施設でもある。

## 交通アクセス
- 東北線（JR東日本）利府駅よ徒歩15分[4]